# Linford Christie
Linford Christie (født 2. april 1960 i St. Andrew, Jamaica) er en tidligere engelsk atletikudøver (sprinter), der med én OL- én VM- og tre EM-guldmedaljer er Englands mest succesfulde 100 meter løber gennem tiden.
Christie vandt guld på 100 meter-distancen ved EM i 1986, 1990 og 1994, ved OL i Barcelona 1992, og ved VM 1993. Ved OL i Seoul 1988 vandt han desuden sølv på både 100 meter og på 4 x 100 meter som en del af det britiske hold.
Ved OL i Atlanta 1996 nåede Christie i en alder af 36 år igen frem til finalen på 100 meter, hvor han dog i en dramatisk finale blev diskvalificeret for to tyvstarter.